# シアタープロレス花鳥風月
シアタープロレス花鳥風月（シアタープロレスかちょうふうげつ）は、東京都を中心に活動しているプロレス団体。

## 概要
試合会場としているシアター・バビロンの流れのほとりにてと王子小劇場は演劇場であることから「シアタープロレス」と名乗っている。
シアタープロレスを運営するG-TALENTはプロレスラーを目指したものの行き場をなくした選手、若者の受け入れ先として運営されており、G-TALENTが運営する飲食店で雇うなどの環境をサポートしている。
2015年以降は東京都北区の民間施設では観客動員数を収めきれないため、区内にこだわらず興行を開催している。東京ローカルを謳うことから地方興行を開催する際、のれん分けのような制度を適用している。シアタープロレス（地域名）花鳥風月を名乗って初戦に旗揚げ戦を掲げている（例：「シアタープロレス広島花鳥風月」など）。

## 歴史

### 2012年
- 4月30日、シアター・バビロンの流れのほとりにてでG-TALENTのプロデュース興行「シアタープロレス花鳥風月」として旗揚げ戦を開催[5]。
- 7月23日、本間朋晃がG-TALENTと契約[6]。
- 7月29日、シアタープロレス花鳥風月を団体化してシアター・バビロンの流れのほとりにてで興行を開催。
- 7月30日、不動力也がG-TALENTと契約。本間と不動がチーム花鳥風月を結成[7]。

### 2013年
- 1月、市来貴代子がG-TALENTと契約。
- 3月11日、日本列島プロレス連盟の発足に参加[8]。
- 4月、本間が新日本プロレスにレギュラー参戦するようになったことで参戦が途絶える。
- 6月14日、レフェリーのジューク岡村がG-TALENTと契約[9]。
- 11月10日、ジョシュ・オブライエンと服部健太がG-TALENTと契約。

### 2014年
- 1月26日、瓦井寿也がデビュー。
- 3月21日、勇者アモンがG-TALENTと契約してアモンの所属している東京多摩ルチャスが団体名をシアタープロレス東京多摩ルチャスに改称して2ブランド体制になることを発表[10]。
- 4月1日、公演名をシアタープロレス花鳥風月からシアタープロレス東京花鳥風月に改称。
- 6月20日、川島真織がデビュー。
- 6月21日、市ヶ谷南海記念診療所で開催する興行「ミニカチョ」の旗揚げ戦を開催。
- 8月24日、ウルトラマンロビンがG-TALENTと契約してロビンの所属しているSGPが団体名をシアタープロレスSGP名古屋花鳥風月に改称して3ブランド体制になることを発表[11]。
- 10月27日、勝村周一朗がG-TALENTと契約。シアタープロレス鎌倉花鳥風月の設立を発表[12]。
- 12月13日、江利川祐がデビュー。

### 2015年
- 1月18日、王子小劇場でシアタープロレス鎌倉花鳥風月の旗揚げ戦を開催。通常のプロレスルールとは異なるラウンド制や判定が盛り込まれた試合「花鳥風月 格闘ファイト（仮）」が行われた。松本崇寿が入団。
- 2月15日、大会名とルール名をシアタープロレス鎌倉花鳥風月から月闘に改称してシアター・バビロンの流れのほとりにてで興行を開催。
- 3月14日、三尾祥久が入団[13]。
- 3月28日、山本裕次郎が入団[14]。
- 4月18日、岡田剛史が入団。
- 5月24日、関友紀子が入団[15]。
- 7月20日、岡田がシアタープロレス広島花鳥風月の設立を発表。

### 2016年
- 1月5日、中川達彦が入団[16]。
- 1月24日、たけむら光一が入団[17]。中川と、たけむらが王子キツネ空手軍に所属となる。
- 2月11日、矢郷良明が入団。
- 2月14日、山本淳一がデビュー[18][19]。
- 3月5日、横浜にぎわい座のげシャーレでプロレスリングFREEDOMS、プロレスリングHEAT-UPとの3部興行「灼熱!横浜たこ焼きプロレス2016」を開催[20][21]。
- 3月13日、東京タワースタジオで西村修が設立した花鳥風月無我伝承の旗揚げ戦を開催[22]。
- 4月16日、ウルフ・スター☆が入団[23]。
- 5月4日、スポルティーバアリーナでスポルティーバエンターテイメントとのコラボレーション興行「帰ってきた名古屋怪獣大決戦!」を開催[24][25]。
- 7月17日、広島県立広島産業会館でシアタープロレス広島花鳥風月の旗揚げ戦を開催[3][26]。
- 7月18日、キックボクサーの唐澤志陽がデビュー。
- 9月17日から19日、ワープステーション江戸で「忍者WARS in ワープステーション江戸」を共催。
- 9月19日、三尾が引退[27]。
- 10月2日、スポルティーバアリーナでSGP名古屋花鳥風月、スポルティーバとの合同興行「宇宙銀河戦士登場10周年スペシャル興行」を開催[28]。
- 11月20日、シアター・バビロンの流れのほとりにてでウルフが設立したシアタープロレス卑怯者の旗揚げ戦を開催。
- 11月27日、M16ムエタイスタイルで唐澤が設立した、しょうがないプロレスの旗揚げ戦を開催。

### 2017年
- 3月5日、東京タワースタジオで生田誠のプロデュースのプレ興行「プロ柔術花鳥風月」を開催。
- 5月21日、サン・ビレッジしばたでIHタイガーライスが設立したシアタープロレス新潟花鳥風月の旗揚げ戦を開催。
- 4月17日、山梨プロレスを吸収して団体名をシアタープロレス山梨花鳥風月に改称[29]
- 5月29日、江利川が退団[30]。
- 6月25日、桐原季子がデビュー。
- 7月7日、IHグレートタイガーライスの入団を発表[31]。
- 7月12日、一蓮寺幼稚園の園児7人が考えた、いちれんじゃー7が同幼稚園を訪問[32]。
- 8月6日、甲府市総合市民会館でシアタープロレス山梨花鳥風月の旗揚げ戦を開催[33][34]。
- 8月16日、勝村が退団[35]。
- 8月31日、松本が退団[36]。
- 10月1日、山本が退団。
- 11月29日、岡田が退団。

### 2018年
- 10月9日、ウルフスター☆を解雇[37]。
- 10月、桐原が退団。
- 10月、中川が退団。
- 10月、矢郷が退団。
- 10月、関友が退団。
- 11月7日、美里ウィンチェスターが入団[38]。
- 12月30日、タレントの大沢樹生がデビュー。
- 12月31日、ゼロノスが退団。

### 2019年
- 4月、CSスカパーのEXスポーツ＆バラエティーで番組「シアタープロレス花鳥風月ちゃんねる」を開始[39]。
- 12月9日、第2道場となる東京ZOOを開設[40]。

### 2021年
- 8月15日、服部が退団。

### 2022年
- 4月3日、秋葉原UDX大会にて2023年の統一地方選までに7人を立候補させると宣言[41]。
- 4月22日、安倍健治が甲斐市議選で当選[42]。
- 6月、安倍が退団。

## 所属選手

### シアタープロレス東京花鳥風月
- 斎藤拓海
- AKUTO
- 大川順平
- 韋駄天
- ビッグバン・ベリー
- 野村龍之介
- 武村謙志郎
- ゴメンライダー
- マッチョマイケルズ
- 石垣タイガー
- DragonPoo!
- 使徒グレーテル
- メィキング
- ヘンゼル
- ジャンボ松田

### YOKOHAMA花鳥風月
- ザ・シャーク

### シアタープロレス新潟花鳥風月
- IHブルーイーグル
- IHマンモスマーク

### TEAM OVER KILL
- 中台宣（フリー）

## スタッフ

### レフェリー
- オーバー谷口[43]

### リングアナウンサー
- 伊藤賀一（フリー）

## 歴代タイトル
- シアタープロレス花鳥風月認定新風流人タッグ王座

## 歴代所属選手
- 市来貴代子
- 不動力也
- 本間朋晃
- 勇者アモン
- 三尾祥久
- 江利川祐
- 勝村周一朗（リバーサルジム横浜グランドスラム兼任所属）
- 松本崇寿（リバーサルジム立川ALPHA兼任所属）
- 山本裕次郎（リバーサルジム新宿Me,We兼任所属）
- 岡田剛史（TKエスペランサ兼任所属）
- 唐澤志陽（M16ムエタイスタイル兼任所属）
- 関友紀子（FIGHT CHIX兼任所属）
- 瓦井寿也
- 川島真織
- 桐原季子
- ウルフ・スター☆
- ウルトラマンロビン
- たけむら光一（打撃武道我円兼任所属）
- IHタイガーライス
- IHホワイトバード
- ゼロノス（旧：IHグレートタイガーライス）
- シンゲンタイガー
- いちれんじゃー7
- 吉田モーモー
- ナカタ・ユウタ
- 矢郷良明（矢郷道場兼任所属）
- 中川達彦（打撃武道我円兼任所属）
- 服部健太
- 安倍健治（CMAプロレス兼任所属）
- 石坂ブライアン

## 歴代スタッフ
- SHOTA（レフェリー）
- ジューク岡村（現：19）（レフェリー）
- 蘭（リングアナウンサー）
- カープ宮島（リングアナウンサー）
- 土竜（リングアナウンサー）
- 宮田翔子（センス・プロダクション）（リングアナウンサー）
- 井上一志（ピークパフォーマンスラボ）（リングドクター）
- 高橋冬樹（新潟プロレス）（テクニカルコーチ）
- 矢野啓太（プロフェッショナルレスリング・ワラビー）（テクニカルコーチ）
- 高岩竜一（フリー）（テクニカルコーチ）
- MIKAMI（フリー）（テクニカルコーチ）

## 大会一覧
| 大会名                                                                            | 日付                  | 会場                                 | 開催地                  | 備考                                                                            |
| --------------------------------------------------------------------------------- | --------------------- | ------------------------------------ | ----------------------- | ------------------------------------------------------------------------------- |
| シアタープロレス花鳥風月Vol.1                                                     | 2012年4月30日         | シアター・バビロンの流れのほとりにて | 東京都北区              |                                                                                 |
| シアタープロレス花鳥風月Vol.2                                                     | 2012年4月30日         | シアター・バビロンの流れのほとりにて | 東京都北区              |                                                                                 |
| シアタープロレス花鳥風月Vol.3                                                     | 2012年6月10日         | シアター・バビロンの流れのほとりにて | 東京都北区              |                                                                                 |
| シアタープロレス花鳥風月Vol.4                                                     | 2012年7月29日         | シアター・バビロンの流れのほとりにて | 東京都北区              |                                                                                 |
| シアタープロレス花鳥風月Vol.5〜本間朋晃デビュー15周年記念大会〜                   | 2012年8月18日         | 板橋グリーンホール                   | 東京都板橋区            |                                                                                 |
| シアタープロレスサド花鳥風月                                                      | 2014年9月15日         | 三条市栄体育館                       | 新潟県三条市            |                                                                                 |
| シアタープロレス花鳥風月Vol.6                                                     | 2012年10月8日         | シアター・バビロンの流れのほとりにて | 東京都北区              |                                                                                 |
| シアタープロレス花鳥風月Vol.7                                                     | 2012年11月18日        | レッスル武闘館                       | 埼玉県蕨市南町          |                                                                                 |
| シアタープロレス花鳥風月Vol.8                                                     | 2012年12月16日        | 王子小劇場                           | 東京都北区              |                                                                                 |
| シアタープロレス花鳥風月Vol.9                                                     | 2013年2月10日         | シアター・バビロンの流れのほとりにて | 東京都北区              |                                                                                 |
| シアタープロレス花鳥風月Vol.10                                                    | 2013年3月20日         | レッスル武闘館                       | 埼玉県蕨市              |                                                                                 |
| シアタープロレス花鳥風月Vol.11                                                    | 2013年4月28日         | シアター・バビロンの流れのほとりにて | 東京都北区              |                                                                                 |
| シアタープロレス花鳥風月Vol.12                                                    | 2013年6月16日         | シアター・バビロンの流れのほとりにて | 東京都北区              |                                                                                 |
| シアタープロレス花鳥風月Vol.13                                                    | 2013年8月4日          | 王子小劇場                           | 東京都北区              |                                                                                 |
| シアタープロレス花鳥風月Vol.14                                                    | 2013年9月29日         | シアター・バビロンの流れのほとりにて | 東京都北区              |                                                                                 |
| シアタープロレス花鳥風月Vol.15                                                    | 2013年11月24日        | レッスル武闘館                       | 埼玉県蕨市南町          |                                                                                 |
| シアタープロレス花鳥風月Vol.16                                                    | 2014年1月26日         | シアター・バビロンの流れのほとりにて | 東京都北区              |                                                                                 |
| シアタープロレス花鳥風月Vol.17                                                    | 2014年3月15日         | 新宿FACE                             | 東京都新宿区            |                                                                                 |
| シアタープロレス東京花鳥風月Vol.18                                                | 2014年4月6日          | 王子小劇場                           | 東京都北区              |                                                                                 |
| シアタープロレス東京花鳥風月Vol.19                                                | 2014年4月6日          | 王子小劇場                           | 東京都北区              |                                                                                 |
| シアタープロレス東京多摩ルチャス                                                  | 2014年6月8日          | 王子小劇場                           | 東京都北区              |                                                                                 |
| シアタープロレス東京花鳥風月Vol.20                                                | 2014年6月8日          | 王子小劇場                           | 東京都北区              |                                                                                 |
| ミニカチョ.1                                                                      | 2014年6月21日         | 市ヶ谷南海記念診療所                 | 東京都新宿区市谷田町    |                                                                                 |
| ミニカチョ.2                                                                      | 2014年7月26日         | シアター・バビロンの流れのほとりにて | 東京都北区              |                                                                                 |
| ミニカチョ.3                                                                      | 2014年8月23日         | 王子小劇場                           | 東京都北区              |                                                                                 |
| シアタープロレス東京多摩ルチャス                                                  | 2014年8月24日         | 王子小劇場                           | 東京都北区              |                                                                                 |
| シアタープロレス東京花鳥風月Vol.21                                                | 2014年8月24日         | 王子小劇場                           | 東京都北区              |                                                                                 |
| シアタープロレス東京花鳥風月Vol.22 若き狼、月に吠える                             | 2014年10月19日        | 王子小劇場                           |                         |                                                                                 |
| シアタープロレス東京花鳥風月Vol.23 富国強兵                                       | 2014年11月16日        | 新宿FACE                             | 東京都新宿区            |                                                                                 |
| シアタープロレス東京花鳥風月Vol.24 我思う、故に我あり                             | 2014年12月13日        | BASEMENT MONSTAR                     | 東京都北区              |                                                                                 |
| シアタープロレス鎌倉花鳥風月 第1章                                                | 2015年1月18日         | 王子小劇場                           | 東京都北区              |                                                                                 |
| シアタープロレス東京花鳥風月Vol.25 僕の後ろに道はできる                           | 2015年1月18日         | 王子小劇場                           | 東京都北区              |                                                                                 |
| 花鳥風月 月闘 第2章                                                               | 2015年2月15日         | シアター・バビロンの流れのほとりにて | 東京都北区              |                                                                                 |
| シアタープロレス東京花鳥風月Vol.26 アンシャン・レジームからの脱却                 | 2015年2月15日         | シアター・バビロンの流れのほとりにて | 東京都北区              |                                                                                 |
| ミニカチョ.4                                                                      | 2015年3月8日          | アカデミア・アーザ水道橋             | 東京都千代田区          |                                                                                 |
| 花鳥風月 月闘 第3章                                                               | 2015年4月18日         | シアター・バビロンの流れのほとりにて | 東京都北区              |                                                                                 |
| シアタープロレス東京花鳥風月Vol.27 おもしろき こともなき世を おもしろく           | 2015年4月18日         | シアター・バビロンの流れのほとりにて | 東京都北区              |                                                                                 |
| シアタープロレスSGP名古屋花鳥風月                                                 | 2015年4月26日         | 名古屋市国際展示場                   | 愛知県名古屋市港区      |                                                                                 |
| シアタープロレス東京花鳥風月Vol.28 3年目の本気                                    | 2015年5月30日         | 浅草橋ヒューリックホール             | 東京都台東区            |                                                                                 |
| 花鳥風月 月闘 第4章                                                               | 2015年6月20日         | シアター・バビロンの流れのほとりにて | 東京都北区              |                                                                                 |
| シアタープロレス東京花鳥風月Vol.29 花鳥風月流ハインリッヒの法則                   | 2015年6月20日         | シアター・バビロンの流れのほとりにて | 東京都北区              |                                                                                 |
| シアタープロレス東京花鳥風月Vol.30 会者定離 第1部                                 | 2015年7月20日         | 王子小劇場                           | 東京都北区              |                                                                                 |
| シアタープロレス東京花鳥風月Vol.30 会者定離 第2部                                 | 2015年7月20日         | 王子小劇場                           | 東京都北区              |                                                                                 |
| シアタープロレス東京花鳥風月Vol.30 会者定離 第3部                                 | 2015年7月20日         | 王子小劇場                           | 東京都北区              |                                                                                 |
| シアタープロレス東京花鳥風月Vol.31 日本の夏、花鳥の夏                             | 2015年8月30日         | 東京タワースタジオ                   | 東京都港区              |                                                                                 |
| シアタープロレス東京花鳥風月Vol.32 下町 project 青天の霹靂                        | 2015年9月27日         | スーパードライホール                 | 東京都墨田区            |                                                                                 |
| シアタープロレス東京花鳥風月Vol.33 丸くとも一角あれや人心                         | 2015年11月3日         | シアター1010ミニシアター             | 東京都足立区            |                                                                                 |
| シアタープロレス東京花鳥風月Vol.34 Star light 勇気100%                            | 2015年12月13日        | 東京タワースタジオ                   | 東京都港区              |                                                                                 |
| 花鳥風月 月闘 第5章                                                               | 2016年1月17日         | シアター・バビロンの流れのほとりにて | 東京都北区              |                                                                                 |
| シアタープロレス東京花鳥風月Vol.35 諸君、狂いたまえ                               | 2016年1月17日         | シアター・バビロンの流れのほとりにて | 東京都北区              |                                                                                 |
| シアタープロレス東京花鳥風月Vol.36 世の中よあはれなりけり                         | 2016年2月14日         | 東京タワースタジオ                   | 東京都港区              |                                                                                 |
| 灼熱!横浜たこ焼きプロレス                                                         | 2016年3月5日          | 横浜にぎわい座のげシャーレ           | 神奈川県横浜市中区      | 花鳥風月 月闘 第6章、プロレスリングFREEDOMS、プロレスリングHEAT-UPとの3部興行   |
| 花鳥風月無我伝承                                                                  | 2016年3月13日         | 東京タワースタジオ                   | 東京都港区              |                                                                                 |
| シアタープロレス東京花鳥風月Vol.37 Get the Glory 栄光を掴め                       | 2016年4月16日         | 東京タワースタジオ                   | 東京都港区              |                                                                                 |
| 花鳥風月無我伝承2                                                                 | 2016年4月17日         | 東京タワースタジオ                   | 東京都港区              |                                                                                 |
| 帰ってきた名古屋怪獣大決戦!                                                       | 2016年5月4日          | スポルティーバアリーナ               | 愛知県名古屋市中区      | スポルティーバエンターテイメントとのコラボレーション興行                        |
| シアタープロレス東京花鳥風月Vol.38 やるしか、ねえだろっ!!                         | 2016年5月22日         | シアター・バビロンの流れのほとりにて | 東京都北区              |                                                                                 |
| シアタープロレス東京花鳥風月Vol.39 THE NEXT CHALLENGE?                            | 2016年5月22日         | シアター・バビロンの流れのほとりにて | 東京都北区              |                                                                                 |
| シアタープロレス東京花鳥風月Vol.40 四十にして惑わず                               | 2016年6月5日          | 東京タワースタジオ                   | 東京都港区              |                                                                                 |
| シアタープロレス卑怯者                                                            | 2016年7月10日         | シアター・バビロンの流れのほとりにて | 東京都北区              | 2016年6月21日に大会中止を発表                                                   |
| 柏まつり                                                                          | 2016年7月16日         | 日本体育大学柏高等学校特設会場       | 千葉県柏市              | 怒涛の花鳥風月3DAYｓ、無料興行                                                  |
| シアタープロレス広島花鳥風月 広島上陸編 わしも格好つけにゃあ、ならんですけぇ      | 2016年7月17日         | 広島県立広島産業会館                 | 広島県広島市南区        | 怒涛の花鳥風月3DAYｓ                                                            |
| 花鳥風月 月闘 第七章                                                              | 2016年7月18日         | 花まる学習会王子小劇場               | 東京都北区              | 怒涛の花鳥風月3DAYｓ                                                            |
| シアタープロレス東京花鳥風月Vol.41 天下分け目の闘い                               | 2016年7月18日         | 花まる学習会王子小劇場               | 東京都北区              | 怒涛の花鳥風月3DAYｓ                                                            |
| ミニカチョ.5 超山田組トークショー                                                 | 2016年8月11日         | 市ヶ谷南海記念診療所                 | 東京都新宿区市谷田町    | 初のトークショーのみとなる大会                                                  |
| 忍者WARS                                                                          | 2016年9月17日から19日 | ワープステーション江戸               | 茨城県つくばみらい市    | 忍者WARS実行委員会主催、シアタープロレス花鳥風月共催                            |
| シアタープロレス東京花鳥風月Vol.42 キング不在の秋の夕暮れ                         | 2016年9月22日         | ラジアントホール                     | 神奈川県横浜市中区      |                                                                                 |
| 宇宙銀河戦士登場10周年スペシャル興行                                              | 2016年10月2日         | スポルティーバアリーナ               | 愛知県名古屋市中区      | シアタープロレスSGP名古屋花鳥風月、スポルティーバエンターテイメントとの合同興行 |
| シアタープロレス卑怯者                                                            | 2016年11月20日        | シアター・バビロンの流れのほとりにて | 東京都北区              |                                                                                 |
| M16 ProWrestling STYLE しょうがないプロレス                                       | 2016年11月27日        | M16ムエタイスタイル                  | 東京都北区              |                                                                                 |
| シアターバビロン卑怯者&しょうがないプロレス クリスマス大会                        | 2016年12月25日        | シアター・バビロンの流れのほとりにて | 東京都北区              |                                                                                 |
| シアタープロレス広島花鳥風月 広島死闘篇                                           | 2017年1月15日         | 広島産業会館                         | 広島県広島市南区        | 当日に中止を発表                                                                |
| 宇宙銀河戦士レイア試練の十番勝負 第一戦                                           | 2017年1月21日         | スポルティーバアリーナ               | 愛知県名古屋市中区      | シアタープロレスSGP名古屋花鳥風月、スポルティーバエンターテイメントとの合同興行 |
| シアタープロレス東京花鳥風月Vol.43 風流人2017                                     | 2017年2月5日          | 東京タワースタジオ                   | 東京都港区              |                                                                                 |
| プロ柔術花鳥風月                                                                  | 2017年3月5日          | 東京タワースタジオ                   | 東京都港区              | 忍者WARS in 東京タワー×シアタープロレス花鳥風月での4部興行のひとつ              |
| シアタープロレス東京花鳥風月 Vol.44 風流人2017 第2弾                              | 2017年3月5日          | 東京タワースタジオ                   | 東京都港区              | 忍者WARS in 東京タワー×シアタープロレス花鳥風月での4部興行のひとつ              |
| 宇宙銀河戦士レイア試練の十番勝負 第二戦                                           | 2017年4月1日          | スポルティーバアリーナ               | 愛知県名古屋市中区      | シアタープロレスSGP名古屋花鳥風月、スポルティーバエンターテイメントとの合同興行 |
| シアタープロレス東京花鳥風月&政宗自主興行 疾風迅雷二千十七合同企画 伝播闘ウォーズ | 2017年4月23日         | 東京タワースタジオ                   | 東京都港区              | シアタープロレス東京花鳥風月、政宗自主興行との合同興行                          |
| シアタープロレス新潟花鳥風月 第一石 旗揚げ決起大会                                | 2017年5月21日         | サン・ビレッジしばた                 | 新潟県新発田市          |                                                                                 |
| 宇宙銀河戦士レイア試練の十番勝負 第三戦                                           | 2017年5月27日         | スポルティーバアリーナ               | 愛知県名古屋市中区      | シアタープロレスSGP名古屋花鳥風月、スポルティーバエンターテイメントとの合同興行 |
| シアタープロレス東京花鳥風月 アイドルとマスクマン                                 | 2017年5月28日         | 東京タワースタジオ                   | 東京都港区              |                                                                                 |
| 北都プロレス&花鳥風月                                                             | 2017年6月25日         | 東京タワースタジオ                   | 東京都港区              | シアタープロレス東京花鳥風月、北都プロレスとの合同興行                          |
| シアタープロレス新潟花鳥風月 第二石 ツイッター始めました                          | 2017年7月2日          | 柳都オレンジスタジアム               | 新潟県新潟市            |                                                                                 |
| シアタープロレス東京花鳥風月                                                      | 2017年7月23日         | 新潟市産業振興センター               | 新潟県新潟市            |                                                                                 |
| シアタープロレス山梨花鳥風月 甲斐の虎 シンゲンタイガー初陣                        | 2017年8月5日          | 甲府市総合体育館                     | 山梨県甲府市            |                                                                                 |
| シアタープロレス東京花鳥風月 花鳥風月祭り                                         | 2017年8月12日と13日   | 王子小劇場                           | 東京都北区              |                                                                                 |
| シアタープロレス広島花鳥風月                                                      | 2017年8月26日         | マリーナホップマーメイドスペース     | 広島県                  |                                                                                 |
| シアタープロレス新潟花鳥風月                                                      | 2017年9月3日          | 柳都オレンジスタジアム               | 新潟県新潟市            |                                                                                 |
| 劇団シアタープロレス東京花鳥風月                                                  | 2017年9月23日         | シアター・バビロンの流れのほとりにて | 東京都北区              |                                                                                 |
| シアタープロレス東京花鳥風月 原点回帰 バビロンからも一度                          | 2017年9月23日         | シアター・バビロンの流れのほとりにて | 東京都北区              |                                                                                 |
| シアタープロレス新潟花鳥風月                                                      | 2017年9月30日         | ピアBandai                           | 新潟県新潟市            |                                                                                 |
| シアタープロレス東京花鳥風月                                                      | 2017年10月8日         | シアター・バビロンの流れのほとりにて | 東京都北区              |                                                                                 |
| シアタープロレス新潟花鳥風月                                                      | 2017年10月14日        | 柳都オレンジスタジアム               | 新潟県新潟市            |                                                                                 |
| シアタープロレス山梨花鳥風月                                                      | 2017年10月21日        | 甲府市総合市民会館                   | 山梨県甲府市            |                                                                                 |
| 忍者WARS2017                                                                      | 2017年11月11日と12日  | ワープステーション江戸               | 茨城県つくばみらい市    |                                                                                 |
| シアタープロレス花鳥風月 君子危うきに近寄ろう                                     | 2017年12月31日        | シアター・バビロンの流れのほとりにて | 東京都北区              |                                                                                 |
| シアタープロレス東京花鳥風月 卑怯者チャンピオンリーグ戦予選                       | 2018年2月13日         | シアター・バビロンの流れのほとりにて | 東京都北区              |                                                                                 |
| シアタープロレス山梨花鳥風月 情けは味方                                           | 2018年3月10日         | 甲府総合市民会館                     | 山梨県甲府市            |                                                                                 |
| アタープロレスYOKOHAMA花鳥風月 ザ・バースデー                                     | 2018年7月8日          | 横浜にぎわい座のげシャーレ           | 神奈川県横浜市          |                                                                                 |
| シアタープロレス山梨花鳥風月 龍王天下一武道会                                     | 2018年7月15日         | 竜王武道館                           | 山梨県甲府市            |                                                                                 |
| シアタープロレス東京花鳥風月                                                      | 2018年8月19日         | 板橋グリーンホール                   | 東京都板橋区            |                                                                                 |
| シアタープロレス山梨花鳥風月                                                      | 2018年10月5日         | 梅の里クラインガルデン               | 山梨県甲府市            |                                                                                 |
| シアタープロレス宇宙花鳥風月                                                      | 2018年10月28日        | 横浜にぎわい座のげシャーレ           | 神奈川県横浜市          |                                                                                 |
| 帰ってきたウルフスター 有名になる方法                                             | 2018年11月11日        | ジョイアミーア                       | 新潟県新潟市            |                                                                                 |
| シアタープロレスYOKOHAMA 花鳥風月年末調整前哨戦                                   | 2018年12月5日         | 横浜にぎわい座のげシャーレ           | 神奈川県横浜市          |                                                                                 |
| 2018総決算 大沢樹生、夢への挑戦                                                   | 2018年12月30日        | 浅草橋ヒューリックホール             | 東京都台東区            |                                                                                 |
| 2019年1月13日 花鳥風月vol.57                                                      | 2019年1月13日         | 風月ファイティングクラブ             | 東京都北区              |                                                                                 |
| 2019年2月3日 花鳥風月vol.58                                                       | 2019年2月3日          | 花鳥風月ファイティングクラブ         | 東京都北区              |                                                                                 |
| 2019年3月3日 花鳥風月vol.59                                                       | 2019年3月3日          | 花鳥風月ファイティングクラブ         | 東京都北区              |                                                                                 |
| 2019年9月16日 花鳥風月vol.61                                                      | 2019年9月16日         | 花鳥風月ファイティングクラブ         | 東京都北区              |                                                                                 |
| 2019年11月4日 花鳥風月vol.65                                                      | 2019年11月4日         | 花鳥風月ファイティングクラブ         | 東京都北区              |                                                                                 |
| 新風流人タッグリーグ戦決勝戦                                                      | 2019年12月9日         | 東京ZOO                              | 東京都板橋区            |                                                                                 |
| シアタープロレス花鳥風月vol.67                                                    | 2019年12月22日        | 東京タワースタジオ                   | 東京都港区              |                                                                                 |
| シアタープロレス花鳥風月 春日部                                                   | 2020年1月18日         | ふれあいキューブ                     | 埼玉県春日部市          |                                                                                 |
| MIKAMIスクール設立大会                                                            | 2020年2月16日         | 東京タワースタジオ                   | 東京都港区              |                                                                                 |
| 会場ハシゴの2興行!                                                                | 2020年2月29日         | 花鳥風月ファイティングクラブ 東京ZOO | 東京都北区 東京都板橋区 |                                                                                 |
| Vol.70 ワレサキニトッパセヨ                                                       | 2020年6月7日          | 東京ZOO                              | 東京都板橋区            |                                                                                 |
| Vol.71 ヒキツヅキケイカイセヨ                                                     | 2020年6月14日         | 東京ZOO                              | 東京都板橋区            |                                                                                 |
| 2020年総決算                                                                      | 2020年12月30日        | 浅草橋ヒューリックホール             | 東京都台東区            |                                                                                 |
| やぎ王国建国                                                                      | 2021年10月31日        | やぎ王国                             | 山梨県甲斐市            |                                                                                 |
| 白と黒                                                                            | 2021年12月5日         | 東京ZOO                              | 東京都板橋区            |                                                                                 |
| 2021年総決算                                                                      | 2021年12月26日        | 浅草橋ヒューリックホール             | 東京都台東区            |                                                                                 |